# Парфёнов, Николай Гаврилович
Николай Гаврилович Парфёнов (10 октября 1893, Курск — 3 октября 1938, Москва) — советский арфист, педагог и композитор, доцент Московской консерватории, артист оркестра Большого театра.

## Биография
Родился 10 октября 1893 года в Курске, в крестьянской семье. Его отец был певцом, до революции пел в церковном хоре, а после революции стал школьным учителем пения, не имея при том профессионального музыкального образования. Первым учителем Николая стал его отец, а затем некий чиновник из Петербурга, услышав прекрасный голос мальчика, отвёз его в столицу, где тот поступил в Придворную певческую капеллу, в которой учился с 1901 по 1910 годы. Помимо пения, там же Николай обучался игре на арфе у чешского арфиста Франца Шоллара.
После окончания капеллы Парфёнов переехал в Москву и поступил в консерваторию, где обучался в классе арфы А. И. Слепушкина. Консерваторию он окончил в 1917 году с большой серебряной медалью. Первым местом работы Николая Гавриловича стал оркестр Театр Совета рабочих депутатов, а в 1924 году его приняли в оркестр Большого театра на должность второй арфы. Сначала трудоустройство было временным, однако не прошло и года, как его утвердили на постоянную работу. С 1930 года Парфёнов занял должность первой арфы. Параллельно с этим он был также артистом Персимфанса. Регулярно выступал с сольными концертами и в дуэте с Ксенией Александровной Эрдели, с которой его связывала длительная творческая дружба.
Одновременно с концертной деятельностью Парфёнов занимался преподаванием, написанием музыкальных произведений и учебных пособий. Его педагогическая карьера началась в 1919 году с преподавания теории музыки в Музыкальном училище имени С.И. Танеева, а с 1925 года Николай Гаврилович вёл класс арфы в Московской консерватории. Среди его выпускников такие арфисты, как Михаил Павлович Мчеделов, Марк Абрамович Рубин, Кира Константиновна Сараджева и другие.
20 июня 1938 года Парфёнов был арестован по обвинению в контрреволюционной деятельности. Его обвиняли в подготовке террористического акта в отношении высокопоставленных государственных лиц. Возможно, поводом для ареста стало общение музыканта со своей сестрой, проживавшей в Лондоне. Практически сразу после ареста Парфёнов был уволен из Большого театра, а большая часть его трудов была уничтожена. 3 октября 1938 года Военной коллегией Верховного Суда СССР был приговорён к высшей мере наказания и в тот же день расстрелян.
28 марта 1957 года Николай Гаврилович был посмертно реабилитирован. 19 мая 2019 года в рамках проекта «Последний адрес» в его честь была установлена мемориальная табличка на здании по адресу: г. Москва, Крестовоздвиженский переулок, 2, строение 2.

## Творческое наследие
В связи с арестом музыканта большая часть его произведений была безвозвратно утрачена. Сохранился лишь список сочинений Парфёнова, среди которых:
- Концерт для арфы с оркестром
- Маленькая сюита
- Вариации на тему Корелли
- Баллада
- Вальс
- Элегия
- Соната для виолончели и арфы
- Романсы для голоса и арфы
- 11 прелюдий для фортепиано
- Этюды
- Различные переложения и обработки для ансамбля из нескольких арф

До недавнего времени считалось, что сохранились только два произведения: Маленькая сюита и Вариации на тему Корелли. Эти произведения были опубликованы под редакцией К. А. Эрдели в 1959 году. Концерт для арфы с оркестром считался уничтоженным вместе с остальными произведениями, об этом говорила в том числе и Ксения Эрдели. На самом деле ноты концерта у неё были, но она никому об этом не рассказывала. Обнаружено это произведение было лишь в 2022 году музыковедом Александром Барановым. Сохранилась партия арфы, а также отдельные оркестровые голоса. Работу по сведению в единую партитуру выполнили профессор Валерий Григорьевич Кикта и его студент Богдан Радич. Первое исполнение концерта состоялось 8 марта 2023 года в Малом зале Московской консерватории имени П. И. Чайковского. Концерт прозвучал в исполнении Камерного оркестра консерватории под управлением дирижёра Фёдора Безносикова и арфистки Софьи Кипрской. 5 апреля того же года концерт был исполнен в Санкт-Петербурге в Концертном зале Мариинского театра. Исполнили концерт Симфонический оркестр Мариинского театра под управлением дирижёра Арсения Шуплякова и арфистка Софья Кипрская.
Кроме музыкальных произведений, Николай Парфёнов также является автором учебного пособия «Техника игры на арфе. Метод профессора А. И. Слепушкина», изданного в 1927 году и ставшим первым методическим пособием по игре на арфе на русском языке, а также «Школы игры на арфе», впервые изданной в 1960 году под редакцией М. П. Мчеделова.